# Borovnice (powiat Rychnov nad Kněžnou)
Borovnice – gmina w Czechach, w powiecie Rychnov nad Kněžnou, w kraju hradeckim. Według danych z dnia 1 stycznia 2014 liczyła 373 mieszkańców.